# Les Rois du rodéo
Pour les articles homonymes, voir Bronco Buster (homonymie).
Les Rois du rodéo (Bronco Buster) est un film américain de Budd Boetticher, sorti en 1952.

## Fiche technique
- Titre original : Bronco Buster
- Titre français : Les Rois du rodéo
- Réalisation : Budd Boetticher
- Scénario : Horace McCoy, Lillie Hayward
- Direction artistique : Bernard Herzbrun, Robert F. Boyle
- Décors : Russell A. Gausman, Joseph Kish
- Costumes : Bill Thomas
- Photographie : Clifford Stine
- Son : Leslie I. Carey, Richard DeWeese
- Montage : Edward Curtiss
- Production : Ted Richmond
- Société de production : Universal International Pictures
- Société de distribution : Universal Pictures
- Pays d’origine :  États-Unis
- Langue originale : anglais
- Format : couleur (Technicolor) — 35 mm — 1,37:1 — son Mono (Western Electric Recording)
- Genre : Western
- Durée : 81 minutes
- Date de sortie : 
  - États-Unis : 18 avril 1952 première à Omaha (Nebraska)

## Distribution
- John Lund : Tom Moody
- Scott Brady : Bart Eaton
- Joyce Holden : Judy Bream
- Chill Wills : Dan Bream
- Don Haggerty : Dobie Carson
- Dan Poore : Dick Elliot
- Gilchrist Stuart : McDermott

stars du rodéo dans leur propre rôle
- Casey Tibbs
- Pete Crump
- Bill Williams
- Jerry Ambler
- Manuel Enos

## Chanson du film
- "Rodeo, Oh!", paroles et musique de Chill Wills

## Autour du film
- La première à Omaha fut organisée au bénéfice des victimes des inondations subies par la ville[1].
- Des scènes de rodéo furent tournées lors de vrais rodéos à Cheyenne et à Phoenix, ainsi que lors du Calgary Stampede et du Los Angeles Sheriff's Rodeo[1].